# 22/7 (serie de televisión)
22/7 (japonés:ナナブンノニジュウニ; romanji: nanabun no nijūni) es una serie de anime japonesa de 2020 producida por Yasushi Akimoto en colaboración con Aniplex y Sony Music Records.
Los episodios fueron publicados entre enero y  marzo de 2020 con un total de 12 por Aniplex. Una adaptación en manga (22/7 +α) escrita por Reiji Miyajima e ilustrada por Nao Sakai comenzó a ser distribuida en la revista shōnen de manga Sunday Webry el 12 de enero de 2020; formalmente publicada por Shogakukan.
La producción del manga fue suspendida, quedando con 2 volúmenes. Una miniserie titulada The Diary of Our Days fue publicada en su canal de Youtube  "22/7 OFFICIAL YouTube CHANNEL " y animada por CloverWorks.

## Etimología
El título 22/7 (veintidós séptimos) hace referencia a la fracción cuyo valor aproximado es tomado como el número π, que tiende a infinito. El grupo idol fue nombrado así para representar la infinidad de oportunidades que este puede aportar.

## Sinopsis

### Prólogo
La potagonista, Miu Takigawa, recibe una carta anunciando que ha sido seleccionada como miembro de un nuevo proyecto. Al llegar al lugar establecido por dicho documento, encuentra a otras siete chicas.

### Argumento
Miu Takigawa ve el mundo tras la seguridad de su largo flequillo, contenta con la paz de pasar totalmente desapercibida. Reservada y tímida, Miu tiene problemas para conversar o incluso sonreír a sus clientes en su trabajo, donde trabaja incansablemente para a su madre y a su hermana pequeña, Haru. Miu recibe una carta y decide aceptar la invitación,  dirigiéndose al lugar de encuentro donde se encuentra con un excéntrico conjunto de candidatas, todas convocadas por sus propias cartas. Poco después, las chicas son escoltadas por un gerente a una lujosa instalación secreta, donde se les explica que deben seguir las misteriosas indicaciones de "El Muro", cuyas órdenes son absolutas. Así, el 24 de diciembre, estas chicas debutarán como 22/7, un nuevo grupo idol japonés .

## Reparto
| Personaje       | Seiyū           |
| --------------- | --------------- |
| Miyako Kōno     | Mizuha Kuraoka  |
| Nicole Saitō    | Uta Kawase      |
| Reika Satō      | Chiharu Hokaze  |
| Miu Takigawa    | Nagomi Saijō    |
| Ayaka Tachikawa | Reina Miyase    |
| Jun Toda        | Ruri Umino      |
| Sakura Fujima   | Sally Amaki     |
| Akane Maruyama  | Kanae Shirosawa |
| Mikami Kamiki   | Moe Suzuhana    |
| Yuji Tojo       | Urara Takatsuji |
| Tsubomi Hiragi  | Aina Takeda     |

### Other characters
Aoi Gōda (合田 蒼 Gōda Aoi?)
 Seiyū: [[Kenta Miyake]]
A manager at G.I. Productions.
The Wall (壁 Kabe?)
 Seiyū: [[Ryūsei Nakao]]
A mysterious wall that prints out directives that 22/7 must follow. Since The Wall's identity is unknown, the 22/7 members use a stuffed cat plushie to represent it.
Sayuki Takigawa (滝川 紗幸 Takigawa Sayuki?)
 Seiyū: [[Aya Hisakawa]]
Miu's mother.
Haru Takigawa (Takigawa Haru?)
 Seiyū: Kokoa Amano
Miu's Little Sister.